# Time Out (časopis)
Time Out je původně britský časopis, který začal vycházet v roce 1968 exkluzivně v Londýně a později se rozšířil do více než padesáti zemí po celém světě. Svůj název dostal podle stejnojmenného hudebního alba od klavíristy Davida Brubecka. Zpočátku byl Time Out undergroundovým magazínem.
V roce 1995 začala vycházet newyorská edice Time Out New York. Od roku 2012 je londýnská verze distribuována zdarma. Newyorská edice vychází zdarma od roku 2015.